# Smakt
Smakt est un village situé dans la commune néerlandaise de Venray, dans la province du Limbourg. Le 1er janvier 2008, le village comptait 230 habitants.
Smakt forme une seule agglomération avec le village brabançon de Holthees. Le village est connu pour son pèlerinage à saint Joseph.

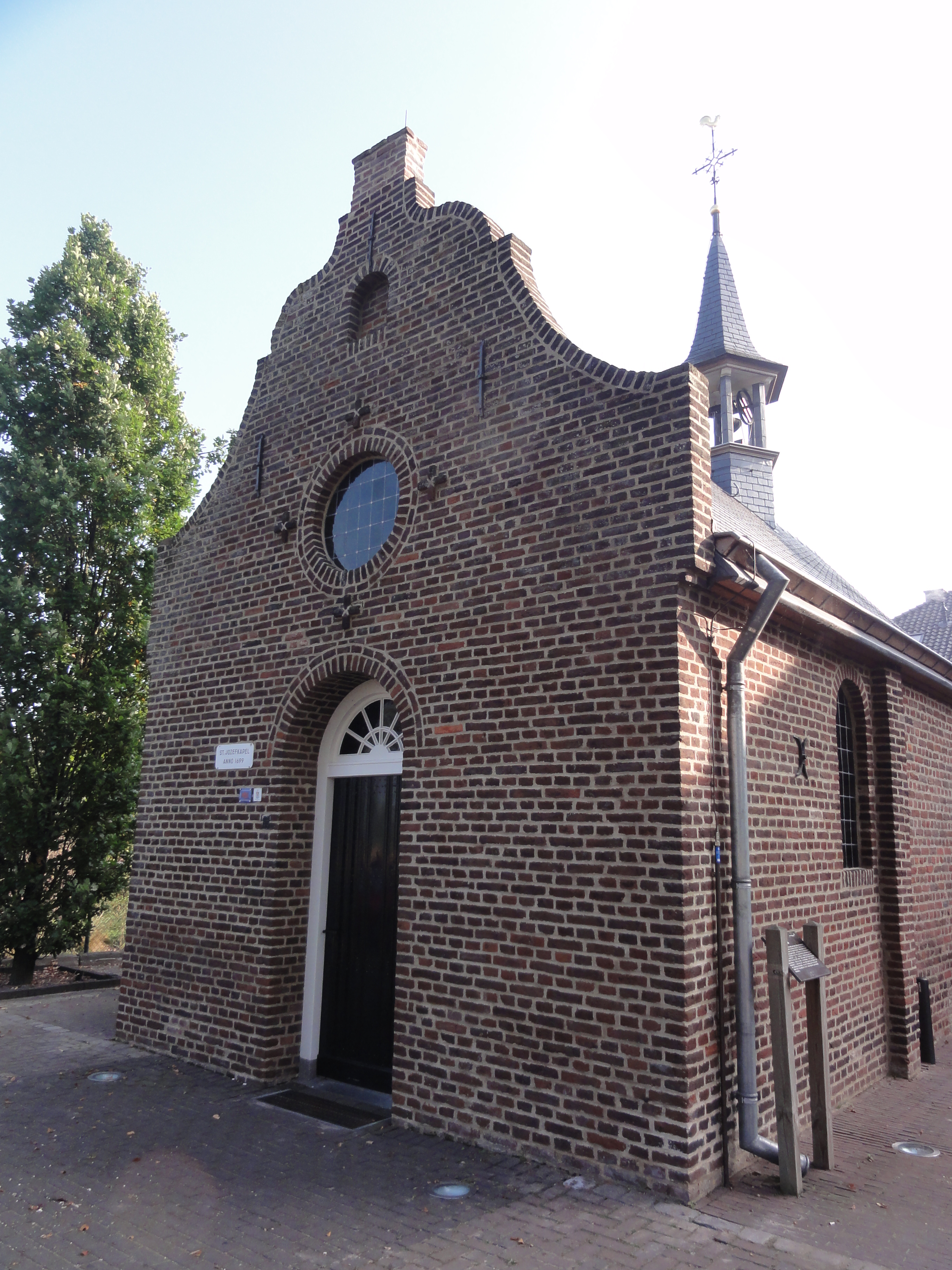
Chapelle Saint-Joseph